# Clara Walter
Clara Danke (geb. Walter) ist eine deutsche Bildhauerin und Innenarchitektin.

## Leben und Wirken

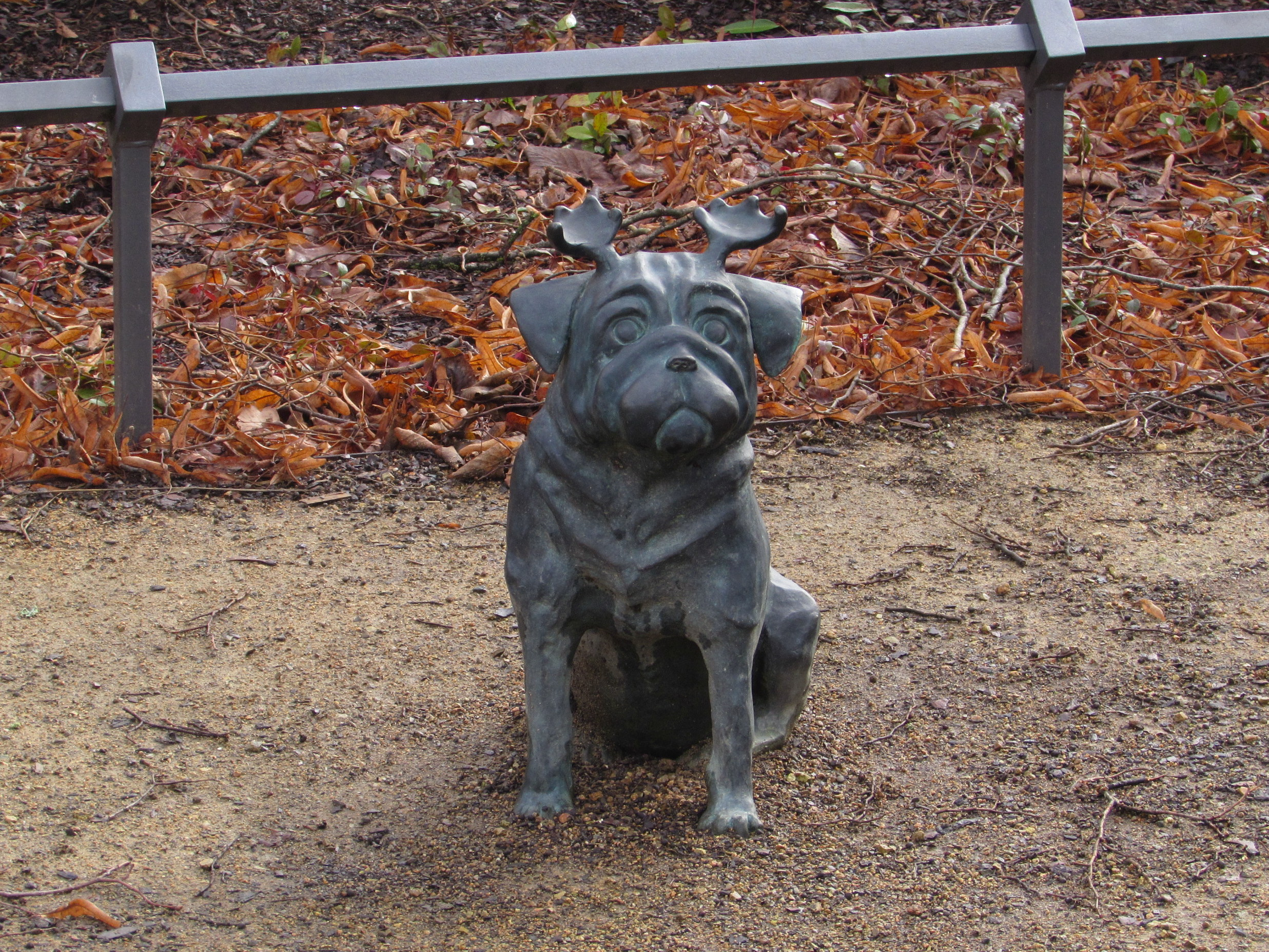
Ein von Clara Walter geschaffener Waldmops in Brandenburg an der Havel

Clara Danke studierte bis 2014 Innenarchitektur an der Hochschule Ostwestfalen-Lippe in Detmold.
Nach dem Tod des stadtbrandenburgischen Humoristen Loriot rief der örtliche Kulturverein in Brandenburg an der Havel ihm zu Ehren einen anonymen öffentlichen Wettbewerb zur Findung eines Denkmalentwurfes in seiner Heimatstadt aus.
Unter den mehr als 100 eingereichten Entwürfen wurde Clara Dankes Entwurf Der wilde Waldmops zur Realisierung gewählt. In Anlehnung an den gleichnamigen Sketch umfasst das Denkmal bronzene „lebensgroße“ Waldmops Skulpturen, welche im öffentlichen Raum aufgestellt wurden und sich optisch ins Stadtbild einfügen. Am 17. April 2015 wurde das sogenannte Waldmopszentrum vom Bundesaußenminister und Vorsitzenden des brandenburgischen Kulturvereins Frank-Walter Steinmeier eröffnet. Dabei wurden die aus Bronze geschaffenen Skulpturen, Clara Dankes Erstlingswerk, offiziell an die Stadt Brandenburg an der Havel übergeben. Seit der Installation der ersten Skulpturen wurden diese in der Bevölkerung schnell sehr beliebt, sodass weitere Plastiken, teilweise von privaten Spendern finanziert, bei Walter in Auftrag gegeben wurden. Im Januar 2016 waren  bereits 13 Waldmopsplastiken in der Stadt „ausgewildert“. 25 bis 30 sollen es nach Planungen im Verlauf eines Rundweges werden.
Walter hat ihr Atelier in Berlin.

## Kritik
Die Tierschutzorganisation PETA kritisierte 2015 das Kunstwerk. Deutschlandradio Kultur beschrieb PETAs Position in diesem Zusammenhang: „Möpse seien der Inbegriff der Qualzucht. Neben einer ganzen Reihe von Erbkrankheiten würde ihnen vor allem die Atmung Probleme bereiten. Das Leben als Mops sei möglich, verkünden die Tierschützer in Anlehnung an Loriot, aber freudlos.“